# Onthophagus werneri
Onthophagus werneri är en skalbaggsart som beskrevs av Moretto och Nicolas 2002. Onthophagus werneri ingår i släktet Onthophagus och familjen bladhorningar. Inga underarter finns listade i Catalogue of Life.